# Karl Olivecrona
Karl Olivecrona (25 de outubro de 1897, Norrbärke – 5 de fevereiro de 1980) foi um advogado sueco e filósofo do direito. 

## Família e Eduacação
Karl Olivecrona nasceu no dia 25 de outubro de 1897 em Uppsala, no distrito de Dalarna, na Suécia, filho do juiz Axel Olivecrona (1850-1948) e neto do professor de direito e também juiz Knut Olivercrona (1817-1905). Knut Olivecrona era conhecido como defensor da abolição da pena capital, argumentando não só que a punição era cruel e moralmente repugnante, mas que os resultados não apontavam que a pena capital efetivamente reduzisse a criminalidade. Karl falava com muito orgulho da abordagem científica e não apenas moral de seu avó sobre o tema.
Karl se formou em direito em Uppsalia em 1920, aos 23 anos, tendo seu interesse pela filosofia jurídica estimulada pelas palestras de Vilhelm Lundstedt que assistiu entre 1918-1919 e por sua participação nos seminários sobre criminalidade de Axel Hägerström em 1920. Obteve seu doutorado em Upsália, em 1928, com uma tese sobre o conceito da pessoa jurídica nos direitos romano e contemporâneo, tema sugerido a ele por Lundstedt. Em 1933, tornou-se professor de direito na Universidade de Lund, posição que ocupou até sua aposentadoria em 1964.  
Em 1929, Karl casou-se com Birgit Lange (1901-1993), professora e autora feminista. Tiveram dois filhos, Christina e Thomas. Karl teve mais dois filhos fora do casamento, Hans e Sven.

## Obras e Trabalho
Ele estudou direito em Upsália, de 1915 a 1920, e foi aluno de Axel Hägerström, o pai do realismo jurídico Escandinavo. Um dos teóricos jurídicos mais bem conhecidos internacionalmente, Olivecrona foi professor de direito processual e de filosofia do direito na Universidade de Lund. Seus trabalhos enfatizaram o significado psicológico das ideias jurídicas. Seu mais notável trabalho na teoria jurídica foi a primeira edição de seu livro Law as Fact (de 1939, quase inteiramente diferente em conteúdo de seu trabalho com titulo similar em 1971), salientou a importância de um monopólio de força como base do direito. A política de Olivecrona durante a segunda Guerra Mundial mostrou uma ênfase na necessidade esmagadora de ter um poder coercitivo para garantir a ordem nas relações internacionais. Ele estava convencido que a Europa necessitava de uma força controladora irrefutável para garantir a sua paz e unidade, que só a Alemanha poderia providenciar. Seu panfleto England eller Tyskland (Inglaterra ou Alemanha), publicado nos dias mais sombrios da guerra, argumentou que a Inglaterra teria perdido o seu direito para exercer liderança na Europa e que o futuro iria requerer uma hegemonia alemã. 
Indiretamente, o realismo jurídico Escandinavo, com sua ênfase na "lei como fato", ajudou a criar um clima propício para o estudo sociológico do direito. Um dos doutorandos de Olivecrona, Per Stjernquist, que por ter tendências esquerdistas liberais inteiramente rejeitou as políticas de seu orientador, tornou-se pioneiro da sociologia do direito e foi responsável pelo seu estabelecimento como disciplina universitária na Suécia, no início da década de 1960.

## Obras Destacadas
- Law as Fact (London: Oxford University Press, 1939)
- England eller Tyskland (Lund: C. W. K. Gleerup, 1940)
- Europa och Amerika (Lund: Sundqvist & Emond, 1941)
- "Is a Sociological Explanation of Law Possible?", 14 Theoria 167-207 (1948)
- Three Essays in Roman Law (Copenhagen: Einar Munksgaard, 1949)
- The Problem of the Monetary Unit (Stockholm: Almqvist & Wiksell, 1957)
- Law as Fact, 2nd edn. (London: Stevens & Sons, 1971) (ISBN 0-420-43250-7)
- "Locke's Theory of Appropriation", 24 Philosophical Quarterly 220-34 (1974)
- "Appropriation in the State of Nature: Locke on the Origin of Property", 35 Journal of the History of Ideas 211-30 (1974)
- "Bentham’s ‘Veil of Mystery", 31 Current Legal Problems 227-37 (1978)

## Leitura Complementar
Torben Spaak, A Critical Appraisal of Karl Olivecrona's Legal Philosophy (Springer, 2014).
Roger Cotterrell, "Northern Lights: From Swedish Realism to Sociology of Law", 40 Journal of Law and Society 657-69 (2013).